# Kulihanda
Kulihanda è una suddivisione dell'India, classificata come census town, di 13.051 abitanti, situata nel distretto di Hooghly, nello stato federato del Bengala Occidentale. In base al numero di abitanti la città rientra nella classe IV (da 10.000 a 19.999 persone).

## Geografia fisica
La città è situata a 22° 53' 44 N e 88° 22' 31 E.

## Società

### Evoluzione demografica
Al censimento del 2001 la popolazione di Kulihanda assommava a 13.051 persone, delle quali 6.700 maschi e 6.351 femmine. I bambini di età inferiore o uguale ai sei anni assommavano a 1.514, dei quali 769 maschi e 745 femmine. Infine, coloro che erano in grado di saper almeno leggere e scrivere erano 8.988, dei quali 5.047 maschi e 3.941 femmine.